# 東敦枝鎮區
東敦枝鎮為緬甸馬圭省馬圭縣的鎮區。2014年人口259,860人，區域面積1,968.7平方公里。該鎮下分140個村莊。東敦枝為該鎮之首府。

## 毗鄰
與東敦枝鎮相鄰的地區有：
- 謬迪鎮：位在東敦枝鎮北邊
- 新榜衛鎮：位在東敦枝鎮南邊
- 曼德勒省萊韋鎮：位在東敦枝鎮東邊
- 奈比多聯邦區達貢鎮：位在東敦枝鎮東邊
- 馬圭鎮：位在東敦枝鎮西邊